# Nova Tradução na Linguagem de Hoje
A Nova Tradução na Linguagem de Hoje, abreviadamente chamada NTLH, é uma tradução da Bíblia em linguagem moderna e inteligível em Língua Portuguesa. Foi lançada no ano 2000 pela Sociedade Bíblica do Brasil.
É equivalente à tradução anglófona Good News Bible/Translation (Bíblia/Tradução das Boas Novas), e bem semelhante à hispanófona Dios Habla Hoy (Deus Fala Hoje).

## Surgimento
A versão foi desenvolvida pela Comissão de Tradução da Sociedade Bíblica do Brasil, num processo que tomou 12 anos de pesquisas, buscando manter o texto com significado mais próximo aos textos originais –  hebraico, aramaico e  grego. A NTLH é uma revisão da  Bíblia na Linguagem de Hoje, lançada em 1988. Porém, ela recebeu uma revisão tão profunda que é considerada pela própria SBB como uma nova tradução das Escrituras Sagradas.

## Linguagem
Pela linguagem mais simples e coloquial, a NTLH é voltada às pessoas que ainda não tiveram ou que tiveram pouco contato com a leitura bíblica clássica. De modo que se tornou uma ferramenta de evangelização por possuir um texto mais claro e facilmente compreensível, por não primar pela linguagem clássica que geralmente norteia essas traduções. A nova versão, contudo, não utiliza gírias ou regionalismos, fator que, segundo a Comissão de Tradução, não permitiu que se perdesse o estilo bíblico.
Os princípios seguidos nesta revisão foram os mesmos que nortearam o trabalho da tradução na Linguagem de Hoje. A tradução de João Ferreira de Almeida e também outras boas traduções existentes em português seguiram os princípios da tradução de equivalência formal. Já a NTLH, norteou-se pelos princípios de tradução de equivalência funcional ou dinâmica.
De todo modo, é uma tradução bastante útil por aproximar o texto bíblico da linguagem geralmente falada pelas pessoas no dia a dia.

## Comparação entre versões
| Trechos             | Almeida Revista e Corrigida | Almeida Revista e Atualizada | Nova Tradução na Linguagem de Hoje |
| ------------------- | --- | --- | --- |
| Gênesis 1:1, 2      | “No princípio, criou Deus os céus e a terra. E a terra era sem forma e vazia; e havia trevas sobre a face do abismo; e o Espírito de Deus se movia sobre a face das águas”.                                                                  | “No princípio, criou Deus os céus e a terra. A terra, porém, estava sem forma e vazia; havia trevas sobre a face do abismo, e o Espírito de Deus pairava por sobre as águas”.                                                                         | “No começo Deus criou os céus e a terra. A terra era um vazio, sem nenhum ser vivente, e estava coberta por um mar profundo. A escuridão cobria o mar, e o Espírito de Deus se movia por cima da água”. |
| Levítico 20:13      | “Quando também um homem se deitar com outro homem, como com mulher, ambos fizeram abominação; certamente morrerão; o seu sangue será sobre eles”.                                                                                            | “Quando também um homem se deitar com {outro} homem como com mulher, ambos fizeram abominação; certamente morrerão; o seu sangue {é} sobre eles.” | “Se um homem tiver relações com outro homem, os dois deverão ser mortos por causa desse ato nojento; eles serão responsáveis pela sua própria morte.” |
| Salmo 16:5          | “O Senhor é a porção da minha herança e do meu cálice; tu sustentas a minha sorte”. | “O Senhor é a porção da minha herança e o meu cálice; tu és o arrimo da minha sorte”. | “Tu, ó Senhor Deus, és tudo o que eu tenho. O meu futuro está nas tuas mãos; tu diriges a minha vida”. |
| Provérbios 27:20    | “O inferno e a perdição nunca se fartam, e os olhos do homem nunca se satisfazem”. | “O inferno e o abismo nunca se fartam, e os olhos do homem nunca se satisfazem”. | “Os desejos das pessoas são como o mundo dos mortos: sempre há lugar para mais um”. |
| I Coríntios 13:4, 5 | “A caridade é sofredora, é benigna; a caridade não é invejosa; a caridade não trata com leviandade, não se ensoberbece. Não se porta com indecência, não busca os seus interesses, não se irrita, não suspeita mal”.                         | “O amor é paciente, é benigno; o amor não arde em ciúmes, não se ufana, não se ensoberbece. Não se conduz inconvenientemente, não procura os seus interesses, não se exaspera, não se ressente do mal”.                                               | “Quem ama é paciente e bondoso. Quem ama não é ciumento, nem vaidoso. Quem ama não é grosseiro nem egoísta; não fica irritado, nem guarda mágoas”. |
| Ezequiel 8:17       | “Então me disse: Vês isto, filho do homem? Há porventura coisa mais leviana para a casa de Judá, do que tais abominações, que fazem aqui? Havendo enchido a terra de violência, tornam a irritar-me; e ei-los a chegar o ramo ao seu nariz”. | “Então me disse: Viste, filho do homem? Acaso é isto coisa leviana para a casa de Judá, o fazerem eles as abominações que fazem aqui? pois, havendo enchido a terra de violência, tornam a provocar-me à ira; e ei-los a chegar o ramo ao seu nariz”. | “Então o SENHOR me disse: — Homem mortal, você está vendo isso? Essa gente de Judá faz todas as coisas vergonhosas que você viu aqui e ainda não fica satisfeita. Por causa deles há violência por toda parte, no país inteiro. Além disso, eles vêm e fazem essas coisas aqui no Templo e assim me irritam mais ainda. Veja só como me insultam da pior maneira possível”! |
| Eclesiastes 11:1, 2 | “Lança o teu pão sobre as águas, porque, depois de muitos dias, o acharás. Reparte com sete e ainda até com oito, porque não sabes que mal haverá sobre a terra”.                                                                            | “Lança o teu pão sobre as águas, porque depois de muitos dias o acharás. Reparte com sete e ainda com oito, porque não sabes que mal sobrevirá à terra”.                                                                                              | “Empregue o seu dinheiro em bons negócios e com o tempo você terá o seu lucro. Aplique-o em vários lugares e em negócios diferentes porque você não sabe que crise poderá acontecer no mundo”. |

## Artigos Relacionados
- Sociedade Bíblica do Brasil
- Bíblia